# Xinuos OpenServer
Xinuos OpenServer (ранее — SCO UNIX, SCO Open Desktop, SCO OpenServer) — версия операционной системы Unix с закрытым исходным кодом для архитектуры x86, разработанная компанией Santa Cruz Operation (SCO) и распространявшаяся фирмой Xinuos.
Создана в конце 1980-х годов на основе Xenix (разработанную AT&T на базе System V Release 3.2; SCO приобрела права на систему); в 1989 году была выпущена версия 3.2.0 под маркой «SCO UNIX System V». Базовая система не содержала реализации стека TCP/IP и не оснащалась графической подсистемой, которые поставлялись в виде отдельных пакетов за дополнительную плату. Вскоре был выпущен интегрированный продукт под названием SCO Open Desktop (ODT), включивший эти возможности.
В 1992 году выпущена SCO OpenServer 3.2v4.0 на базе System V Release 3 (в то же время компаниями AT&T и Sun Microsystems была создана System V Release 4 на основе Xenix), притом поддерживались некоторые функции из Release 4, появилась поддержка длинных имён файлов и символических ссылок. В 1994 году появился дополнительный пакет SCO MPX для поддержки симметричной мультипроцессорности.
В OpenServer Release 5.0.0 (1995) была добавлена поддержка ELF и динамически связанных разделяемых объектов. В 1995 году SCO приобрела права на распространение UnixWare и кодовой базы System V Release 4 у Novell, часть кода UnixWare была повторно использована в OpenServer.
2 августа 2000 SCO объявила о продаже своих подразделений, занимавшихся разработкой UnixWare и OpenServer компании Caldera Systems, сделка была завершена в мае 2001 года. Оставшаяся часть SCO, занимавшаяся браузерным X11-сервером Tarantella, была преобразована в Tarantella (которая в 2005 году была поглощена корпорацией Sun Microsystems). В 2002 году Caldera поменяла наименование на SCO Group и продолжила разработку и поддержку OpenServer.
22 июня 2005 был выпущен OpenServer 6.0 с кодовым именем «Legend» на основе System V Release 5, включивший поддержку многопоточных приложений на Java, Си и Си++ через POSIX-интерфейс. Среди улучшений по сравнению с OpenServer 5 — усовершенствованная поддержка SMP (до 32 процессоров), поддержка файлов больше 1 ТБ, улучшенная производительность файловой системы и поддержка до 64 ГБ оперативной памяти. OpenServer 6 сохраняет обратную совместимость с приложениями от Xenix 286 и далее.
В 2011 году, после банкротства SCO Group, последовавшего после серии неудачных судебных тяжб против производителей дистрибутивов Linux, права на OpenServer проданы компании UnXis, вскоре переименованной в Xinuos. Новые правообладатели сохранили торговую марку OpenServer, но новую версию (OpenServer 10) выпустили на основе FreeBSD, продолжая поддержку 5-й, 6-й и 7-й версий, предлагая также средства миграции на новую систему.